# Estatua de Jacobo II (Trafalgar Square)
La estatua de Jacobo II es una escultura de bronce ubicada en el jardín delantero de la Galería Nacional en Trafalgar Square, Londres, Reino Unido. Probablemente inspirado en las estatuas francesas de la misma época, representa a Jacobo II de Inglaterra como emperador romano, vestido con una armadura romana y una corona de laurel (tradicionalmente otorgada a un comandante romano victorioso). Originalmente también lo representaba sosteniendo un bastón. Fue producido por el taller de Grinling Gibbons. La ejecución fue probablemente, según relatos contemporáneos, obra de los escultores flamencos Pedro Van Dievoet y Laurens van der Meulen, y no de Gibbons. La estatua ha sido reubicada varias veces desde que fue erigida por primera vez en los terrenos del antiguo Palacio de Whitehall en 1686, solo dos años antes de que Jacobo II fuera depuesto.

## Descripción
La estatua está ejecutada en bronce y representa a Jacobo II como emperador romano. Se le muestra de pie en una pose de contrapposto y apuntando hacia abajo en "una gran facilidad de actitud y una cierta serenidad de aire", como lo describió Allan Cunningham. Anteriormente sostenía un bastón en su mano derecha, aunque ahora falta. Se dice que la cara es una excelente representación del rey. Inusualmente para la época, el escultor buscó un grado de fidelidad a los estilos clásicos originales; James está representado con una corona de laurel sobre el cabello corto, mientras que otras estatuas de estilo imperial de Carlos II y Jacobo II representan a los dos reyes con una combinación anacrónica de armadura romana y una peluca del siglo XVII.

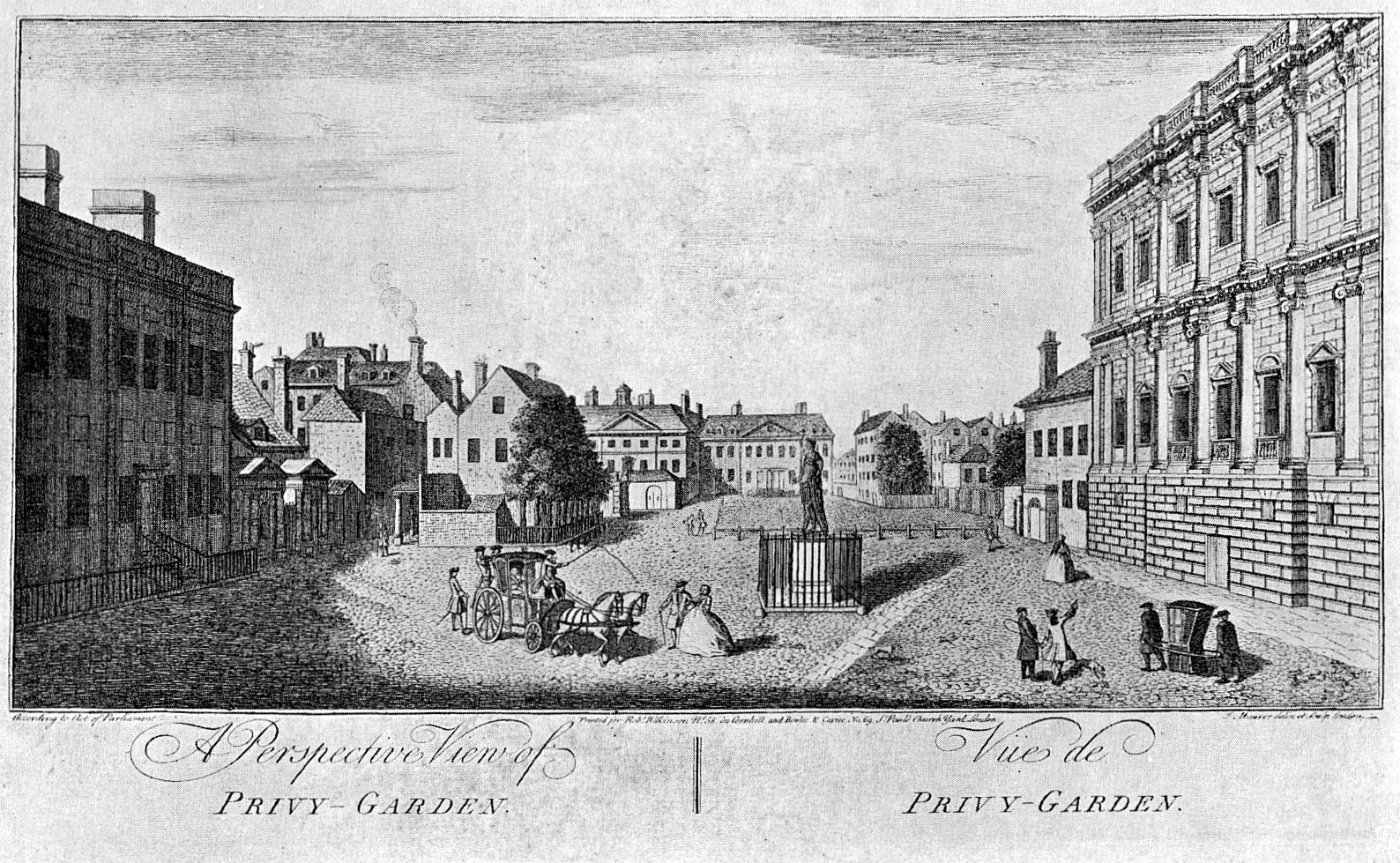
Los Jardines Privados del Palacio de Whitehall en 1741. La estatua de james II es visible a la derecha

La estatua probablemente se inspiró en representaciones imperiales similares de Luis XIV de Francia. Una en particular, una estatua colosal de Martin Desjardins del rey francés con una armadura romana con una corona de laurel y un bastón, es tan similar en tipo a las figuras de Carlos II y Jacobo II que puede haber sido su inspiración directa.
El pedestal está inscrito con la leyenda JACOBUS SECUNDUS/ DEI GRATIA/ ANGLIÆ SCOTIÆ/ FRANCIÆ ET/ HIBERNIÆ/ REX/ FIDEI DEFENSOR/ ANNO MDCLXXXVI, que se traduce como: "Jacobo II, por la gracia de Dios, Rey de Inglaterra, Escocia, Francia e Irlanda. Defensor de la fe. 1686."

## Historia

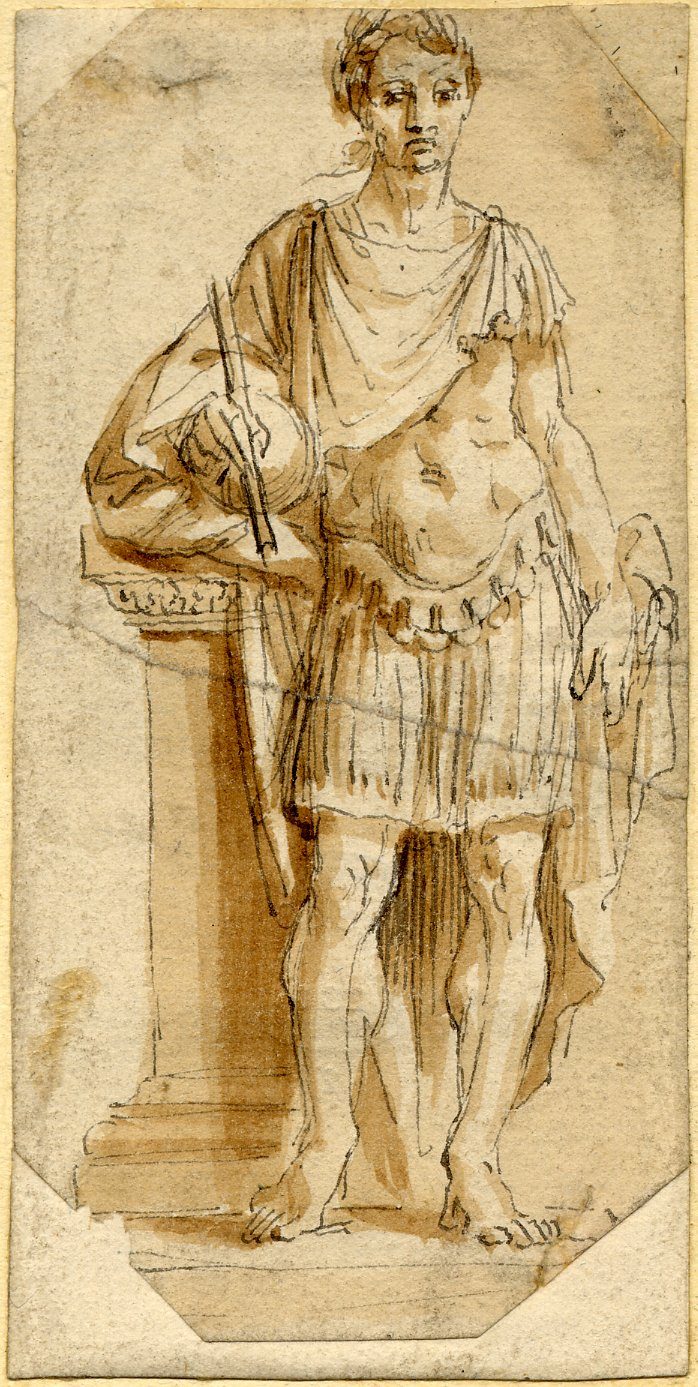
Estudio de estatua probablemente de Carlos II o Jaime II attribuido a van Dievoet

La estatua de Jacobo II es una de las tres de los monarcas Estuardo encargadas por el sirviente real Tobias Rustat del taller de Grinling Gibbons en las décadas de 1670 y 1680, las otras son del hermano y predecesor de James, Carlos II: una estatua ecuestre en el Castillo de Windsor y un figura de pie en el Royal Hospital de Chelsea. La estatua de Jacobo II fue encargada para el Palacio de Whitehall, aparentemente al mismo tiempo que la de Carlos II de pie, y las dos obras podrían haber sido concebidas como piezas colgantes. Fue producido en el taller de Grinling Gibbons a un costo informado de 300 libras (equivalente a alrededor de 42 000 libras a precios de 2014). Si bien el trabajo se atribuyó durante mucho tiempo al propio Gibbons, las esculturas a gran escala no eran su fuerte. Los relatos contemporáneos lo atribuyen a los escultores Pedro Van Dievoet de Bruselas, que vino a Londres para moldear esta estatua, y Laurens van der Meulen de Mechelen.

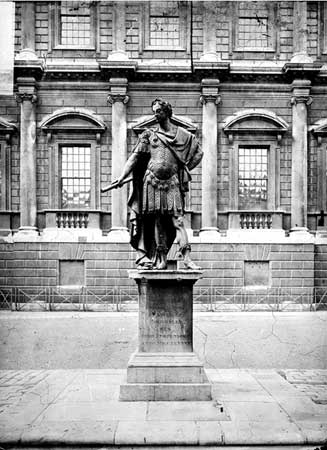
La estatua fuera de Banqueting House, Whitehall en 1897, todavía con el bastón en su mano derecha que ahora falta.

La estatua Jacobo II fue erigido en el Palacio de Whitehall el 24 de marzo de 1686, según lo registrado por un contemporáneo, John Bramston el Joven. George Vertue, quien encontró un acuerdo y un recibo de pago por el trabajo, escribió que fue "modelado y realizado por Lawrence Vandermeulen (de Bruselas) [sic]"... & Devoot [es decir Peter Van Dievoet] (de Mechlin) [sic] que fue empleado [sic] por... Gibbons", y que Thomas Benniere participó en el casting. Una serie de cinco dibujos en el Museo Británico, que podrían ser tanto para Carlos II de pie como para Jacobo II, se atribuyen a Gibbons o a Van Dievoet. Sus cualidades artísticas fueron elogiadas por JP Malcolm en su historia de 1803, London Redivivum, en la que escribió:

Sólo hay un defecto en la figura, y es la actitud. El Rey parece señalar con una porra la tierra, a la que se dirigen sus ojos; ¿pero por qué? Seguramente esto es un error atroz. Sin embargo, tal vez al artista se le haya "ordenado" modelar la estatua de esta manera; y si no, su error está más que compensado por los hermosos giros de los músculos, la excelencia de las facciones y los verdaderos pliegues de las ropas.

La estatua de Jacobo II se ha colocado en varios lugares desde que se erigió por primera vez. Originalmente se encontraba en el Pebble Court del Palacio de Whitehall, donde se instaló el día de Año Nuevo de 1686. Estaba situado detrás de Banqueting House y daba al río, una posición que atrajo muchos comentarios satíricos después de la huida de James de Londres durante la Revolución Gloriosa de 1688; se dijo que la ubicación de la estatua indicaba su método de escape.

Fue derribado después de la Revolución Gloriosa pero fue reemplazado por orden de Guillermo III. En 1898 se trasladó a un lugar en el jardín de la Casa Gwydyr, pero se desmontó cuatro años más tarde para dejar sitio a las gradas de la coronación de Eduardo VII. Yacía boca arriba en medio de hierba y maleza en un estado de abandono total hasta que fue reconstruido en 1903 fuera del edificio del Nuevo Almirantazgo, pero fue desplazado nuevamente cuando se construyó la Ciudadela del Almirantazgo en 1940. Durante la Segunda Guerra Mundial se almacenó en la estación de metro de Aldwych. Fue trasladado a su sitio actual en 1947. La estatua está catalogada por Historic England como un edificio catalogado de Grado I, un estatus que se le otorgó en 1970. 

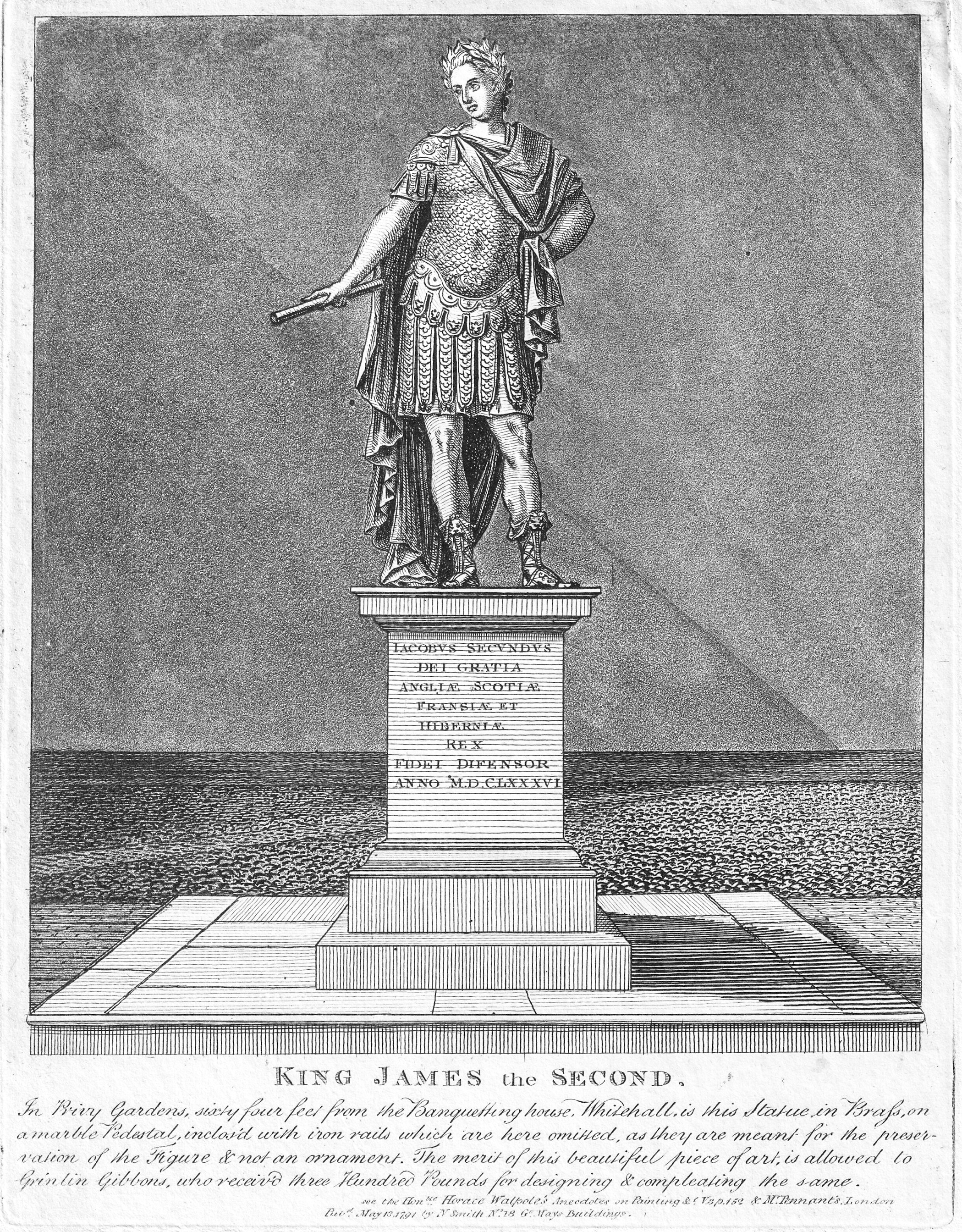
La estatua en los terrenos del Jardín Privado del Palacio de Whitehall. Grabado de N. Smith (1791)
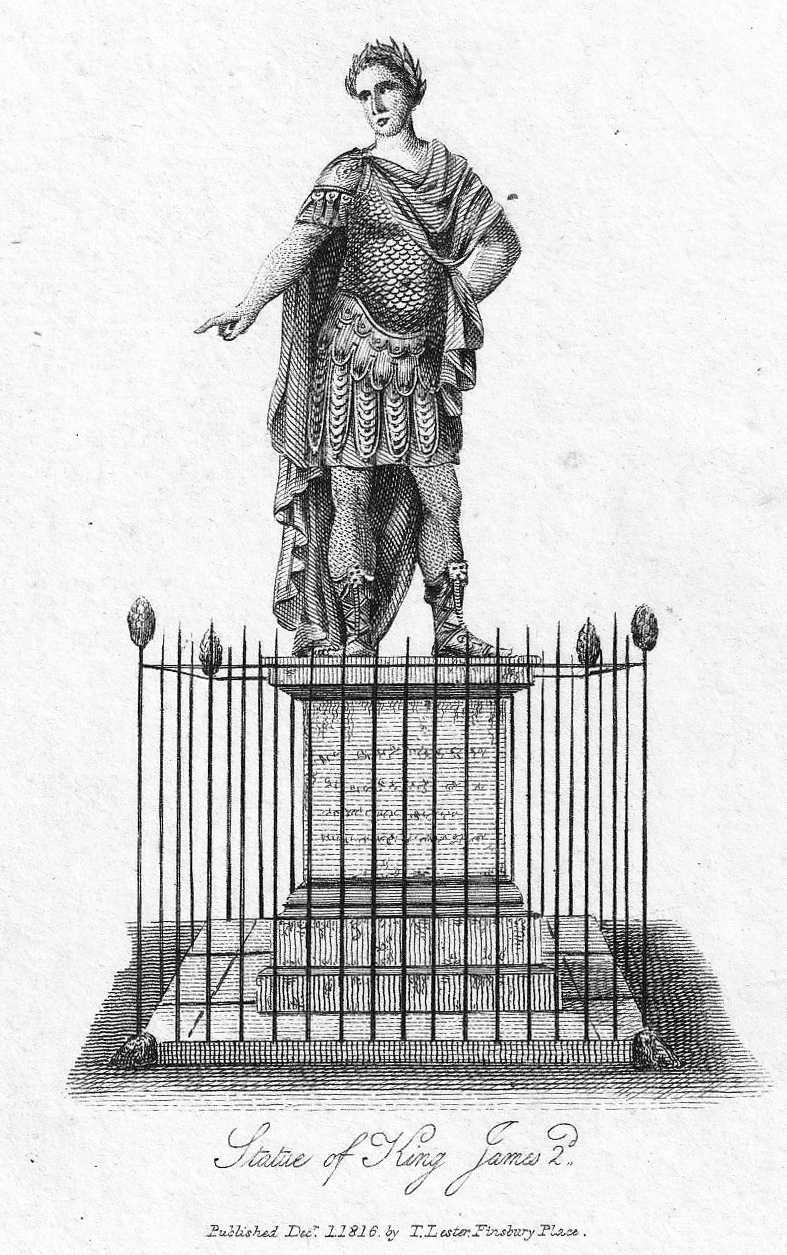
Grabado de la estatua del rey Jacobo II de T. Lester (1816), sin bastón.
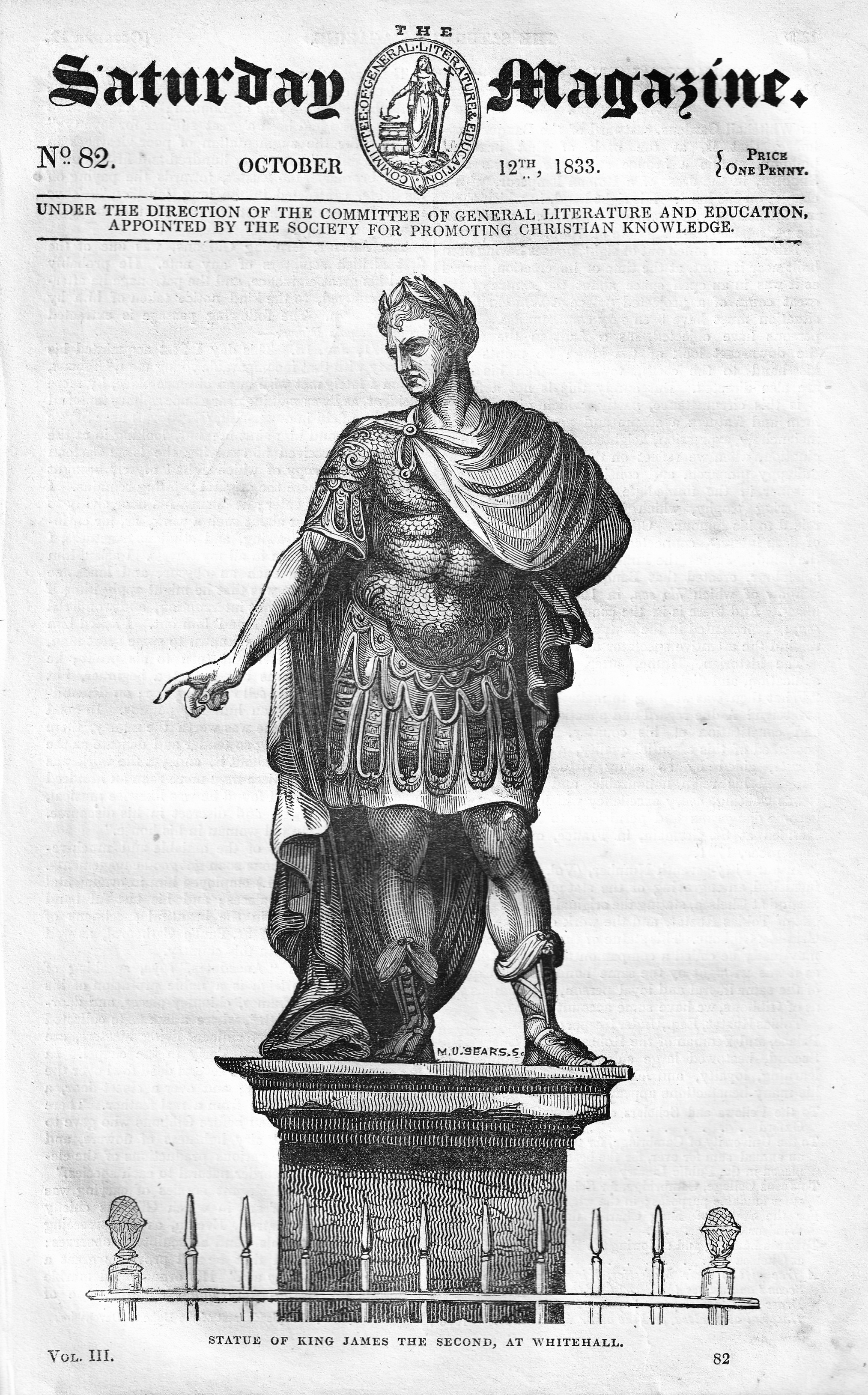
Grabado de la estatua en la portada de The Saturday Magazine, 1833